# Sphaerosyllis
Sphaerosyllis is een geslacht van borstelwormen uit de familie van de Syllidae. Sphaerosyllis werd voor het eerst wetenschappelijk beschreven door Claparède in 1863.

## Soorten
De volgende soorten zijn bij het geslacht ingedeeld:
- Sphaerosyllis aciculata Perkins, 1981
- Sphaerosyllis annulata Nogueira, San Martín & Fukuda, 2004
- Sphaerosyllis antarctica Gravier, 1906
- Sphaerosyllis arenaceus
- Sphaerosyllis asiatica Buzhinskaya, 1980
- Sphaerosyllis austriaca Banse, 1959
- Sphaerosyllis bardukaciculata Martín, 2005
- Sphaerosyllis bifurcata (Hartmann-Schröder, 1979)
- Sphaerosyllis bifurcatoides (Hartmann-Schröder, 1979)
- Sphaerosyllis bilineata Kudenov & Harris, 1995
- Sphaerosyllis bilobata Perkins, 1981
- Sphaerosyllis boeroi Musco, Çinar & Giangrande, 2005
- Sphaerosyllis brasiliensis Nogueira, San Martín & Amaral, 2001
- Sphaerosyllis brevidentata Perkins, 1981
- Sphaerosyllis brevifrons Webster & Benedict, 1884
- Sphaerosyllis bulbosa Southern, 1914
- Sphaerosyllis californiensis Hartman, 1966
- Sphaerosyllis capensis Day, 1953
- Sphaerosyllis ceciliae Barroso, Paiva, Nogueira & Fukuda, 2017
- Sphaerosyllis chinensis Zhao & Wu, 1992
- Sphaerosyllis claparedei Ehlers, 1864
  - Sphaerosyllis claparedi Ehlers, 1864
  - Sphaerosyllis claparedii Ehlers, 1864
- Sphaerosyllis climenti Del-Pilar-Ruso & San Martín, 2012
- Sphaerosyllis cuticulata Hartmann-Schröder, 1991
- Sphaerosyllis dubiosa Hartmann-Schröder, 1962
- Sphaerosyllis fortuita Webster, 1879
- Sphaerosyllis georgeharrisoni San Martín, 2005
- Sphaerosyllis glandulata Perkins, 1981
- Sphaerosyllis goorabantennata San Martín, 2005
- Sphaerosyllis gravinae Somaschini & San Martín, 1994
- Sphaerosyllis hermaphrodita Westheide, 1990
- Sphaerosyllis hirsuta Ehlers, 1897
- Sphaerosyllis hystrix Claparède, 1863
- Sphaerosyllis iliffei Núñez, Martínez & Brito, 2009
- Sphaerosyllis joinvillensis Hartmann-Schröder & Rosenfeldt, 1988
- Sphaerosyllis labyrinthophila Gardiner & Wilson, 1979
- Sphaerosyllis lateropapillata Hartmann-Schröder, 1986
- Sphaerosyllis latipalpis Levinsen, 1883
- Sphaerosyllis levantina Faulwetter, Chatzigeorgiou, Galil, Nicolaidou & Arvanitidis, 2011
- Sphaerosyllis longilamina Russell, 1989
- Sphaerosyllis magnidentata Perkins, 1981
- Sphaerosyllis minima Hartmann-Schröder, 1960
- Sphaerosyllis monicae Barroso, Paiva, Nogueira & Fukuda, 2017
- Sphaerosyllis mussismiliaicola Nogueira, San Martín & Amaral, 2001
- Sphaerosyllis ovigera Langerhans, 1879
- Sphaerosyllis palpopapillata Hartmann-Schröder & Rosenfeldt, 1992
- Sphaerosyllis papillifera Naville, 1933
- Sphaerosyllis parabulbosa San Martín & López, 2002
- Sphaerosyllis parapionosylliiformis Hartmann-Schröder, 1962
- Sphaerosyllis parvoculata Russell, 1989
- Sphaerosyllis perkinsi Riser, 1991
- Sphaerosyllis pirifera Claparède, 1868
- Sphaerosyllis piriferopsis Perkins, 1981
- Sphaerosyllis pontica Surugiu & San Martín, 2017
- Sphaerosyllis pumila Westheide, 1974
- Sphaerosyllis pygipapillata Hartmann-Schröder, 1981
- Sphaerosyllis ranunculus Kudenov & Harris, 1995
- Sphaerosyllis renaudae Hartmann-Schröder, 1958
- Sphaerosyllis ridgensis Blake & Hilbig, 1990
- Sphaerosyllis riseri Perkins, 1981
- Sphaerosyllis rotundipapillata Hartmann-Schröder, 1982
- Sphaerosyllis ruthae San Martín, 2004
- Sphaerosyllis sandrae Álvarez & San Martín, 2009
- Sphaerosyllis sanmartini Böggemann & Westheide, 2004
- Sphaerosyllis semiverrucosa Ehlers, 1913
- Sphaerosyllis sexpapillata Hartmann-Schröder, 1979
- Sphaerosyllis tarquei Lucas, Sikorski & San Martín, 2017
- Sphaerosyllis taylori Perkins, 1981
- Sphaerosyllis tetralobata Salcedo, San Martín & Solís-Weiss, 2016
- Sphaerosyllis thomasi San Martín, 1984
- Sphaerosyllis voluntariorum San Martín, 2005

### Synoniemen
- Sphaerosyllis (Prosphaerosyllis) nathani San Martín & López, 1998 => Prosphaerosyllis nathani (San Martín & López, 1998)
- Sphaerosyllis bidentata Hartmann-Schröder, 1974 => Erinaceusyllis bidentata (Hartmann-Schröder, 1974)
- Sphaerosyllis brandhorsti Hartmann-Schröder, 1965 => Prosphaerosyllis brandhorsti (Hartmann-Schröder, 1965)
- Sphaerosyllis brevicirra Hartmann-Schröder, 1960 => Prosphaerosyllis brevicirra (Hartmann-Schröder, 1960)
- Sphaerosyllis campoyi San Martín, Acero, Contonente & Gomez, 1982 => Prosphaerosyllis campoyi (San Martín, Acero, Contonente & Gomez, 1982)
- Sphaerosyllis centroamericana Hartmann-Schröder, 1959 => Erinaceusyllis centroamericana (Hartmann-Schröder, 1959)
- Sphaerosyllis cryptica Ben-Eliahu, 1977 => Erinaceusyllis cryptica (Ben-Eliahu, 1977)
- Sphaerosyllis erinaceus Claparède, 1863 => Erinaceusyllis erinaceus (Claparède, 1863)
- Sphaerosyllis giandoi Somaschini & San Martín, 1994 => Prosphaerosyllis giandoi (Somaschini & San Martín, 1994)
- Sphaerosyllis horrocksensis (Hartmann-Schröder, 1982) => Erinaceusyllis horrocksensis (Hartmann-Schröder, 1981)
- Sphaerosyllis isabellae Nogueira, San Martín & Amaral, 2001 => Prosphaerosyllis isabellae (Nogueira, San Martín & Amaral, 2001)
- Sphaerosyllis kerguelensis McIntosh, 1885 => Prosphaerosyllis kerguelensis (McIntosh, 1885)
- Sphaerosyllis longicauda Webster & Benedict, 1887 => Prosphaerosyllis longicauda (Webster & Benedict, 1887)
- Sphaerosyllis longicirrata Webster & Benedict, 1884 => Parapionosyllis longicirrata (Webster & Benedict, 1884)
- Sphaerosyllis longipapillata Hartmann-Schröder, 1979 => Prosphaerosyllis longipapillata (Hartmann-Schröder, 1979)
- Sphaerosyllis magnoculata Hartmann-Schröder, 1986 => Prosphaerosyllis magnoculata (Hartmann-Schröder, 1986)
- Sphaerosyllis mcintoshi Ehlers, 1897 => Salvatoria kerguelensis McIntosh, 1885
- Sphaerosyllis multipapillata Hartmann-Schröder, 1979 => Prosphaerosyllis multipapillata (Hartmann-Schröder, 1979)
- Sphaerosyllis nathani San Martín & López, 1998 => Prosphaerosyllis nathani (San Martín & López, 1998)
- Sphaerosyllis opisthoculata Hartmann-Schröder, 1979 => Prosphaerosyllis opisthoculata (Hartmann-Schröder, 1979)
- Sphaerosyllis papillosissima Hartmann-Schröder, 1979 => Prosphaerosyllis papillosissima (Hartmann-Schröder, 1979)
- Sphaerosyllis perspicax Ehlers, 1908 => Erinaceusyllis perspicax (Ehlers, 1908)
- Sphaerosyllis retrodens Ehlers, 1897 => Sphaerosyllis kerguelensis McIntosh, 1885 => Prosphaerosyllis kerguelensis (McIntosh, 1885)
- Sphaerosyllis sublaevis Ehlers, 1913 a=> Prosphaerosyllis sublaevis (Ehlers, 1913)
- Sphaerosyllis subterranea Hartmann-Schröder, 1965 => Erinaceusyllis subterranea (Hartmann-Schröder, 1965)